# Bahía del Nevá
La bahía del Nevá (del ruso: Невская губа, Névskaya gubá) es una bahía rusa, pequeña y muy poco profunda, localizada en el extremo más oriental del golfo de Finlandia, entre la isla de Kotlin y la desembocadura del río Nevá, donde se localiza la ciudad de San Petersburgo. Administrativamente, toda la costa pertenece a la ciudad federal de San Petersburgo y no al óblast de Leningrado.
La presa de San Petersburgo (Saint Petersburg Dam) inaugurada en 2011 separa la bahía del mar Báltico. Tiene una superficie de 329 km².  
La bahía también se conoce informalmente como el «charco del marqués» (Маркизова лужа), en alusión algo irónica a Jean Baptiste, marqués de Traversay, el ministro de la Marina ruso entre 1811 y 1828, que consideraba las aguas poco profundas de la bahía como el lugar ideal para la realización de ejercicios navales.